# Красный Пахарь (Самара)
Кра́сный Па́харь — микрорайон в городе Самара, входит в Красноглинский район города. Располагается на 23 и 24 км Московского шоссе, входящего в федеральную трассу M5; неподалёку от посёлка Озерки.

## История
При застройке района был обнаружен венгерский могильник IX века. Захоронения были безвозвратно разрушены застройщиками в отсутствие археологов.
Современное поселение на этом месте основано в 1910 году недалеко от пересечения Семейкинского шоссе с Башкирским оврагом (Орлов овраг). Позже здесь был организован совхоз-питомник, получивший название «Красный Пахарь».
После перестройки совхоз развалился, а его земли были скуплены предпринимателем Виктором Развеевым. Чуть позже часть земель была продана шведскому концерну Ikea, который возвёл там торговый комплекс «Мега-Икеа».
Поле Красного Пахаря известно как первое место проведения однодневного музыкального фестиваля «Рок над Волгой» в 2009—2011 годах.
В 2010 году началась застройка района малоэтажными жилыми строениями, сначала известными как «Кошелев-проект», а позже — «Крутые ключи».

## Крутые ключи
На землях бывшего совхоза располагается микрорайон комплексной малоэтажной застройки «Крутые Ключи», строительство которого было начато компанией «Авиакор» в 2010 году и закончено в 2015. Название микрорайона «Крутые Ключи» было определено в ходе голосования, проводившегося «Авиакором» под названием «Выбери имя новому району», итоги которого были подведены в прямом эфире на телеканале СКАТ.
«Победившее» название принято считать историческим, что не совсем верно, поскольку в начале XVIII века, название «Крутые Ключи» действительно носил один из хуторов, но находился он не на месте «Красного Пахаря», а на территории другого ныне существующего микрорайона Самары — посёлка Мехзавод.
В 2013 году топонимическая комиссия Самары решила присвоить названия улицам микрорайона Крутые Ключи:
- улица Мира
- бульвар Маршала Василевского
- улица Виталия Жалнина
- улица Евгения Золотухина
- бульвар Елены Шпаковой
- бульвар Ивана Финютина[8]
- улица Маршала Устинова[9][10][11].
- бульвар Алихана Калиматова[12][13][14]

В микрорайоне построен православный храм в честь Сретения Господня, самый большой детский сад в городе «Первый», состоящий из трёх корпусов, а 1 сентября 2016 года свои двери открыла школа № 7 имени Калашникова на территории Крутых Ключей. В микрорайоне проживает около 60 000 человек, большая часть из которых — молодые семьи.
Фотографии микрорайона с воздуха известны в сетях как «урбанистический ад», «концлагерь», «гетто», «бараки», «погост». Фотография типового балкона зданий микрорайона стала мемом.

## Транспорт
Микрорайон «Крутые Ключи» сообщается с другими районами Самары муниципальными автобусами маршрута № 67 и коммерческими № 96, 205, 268, 295.
Неподалёку от Красного Пахаря есть две железнодорожных станции: Козелковская и Ягодная.